# کورش بزرگ: زندگی و جهانداری بنیادگذار شاهنشاهی ایران
کورش بزرگ: زندگی و جهانداری بنیادگذار شاهنشاهی ایران نام کتابی نوشتهٔ علیرضا شاپور شهبازی است که در آبان ماه سال ۱۳۴۹ هجری خورشیدی در تعداد ۱٫۰۰۰ نسخه توسط انتشارات دانشگاه پهلوی چاپ شد. این کتاب جایزه بهترین کتاب سال سلطنتی در سال ۱۳۴۹ (۱۹۷۰ میلادی) را به خود اختصاص داد.